# Filzic
La FILZIC (Feria Internacional del Libro ZICOSUR Antofagasta) es un evento cultural que se celebra en Antofagasta, Chile. Esta feria tiene como objetivo promover la lectura, la cultura y el intercambio literario en la región y más allá. Durante la FILZIC, se llevan a cabo diversas actividades como presentaciones de libros, charlas con autores, talleres, exposiciones y actividades para niños. La feria también cuenta con la participación de editoriales locales, nacionales e internacionales, así como con la presencia de reconocidos escritores y personalidades del ámbito literario.

## Historia
La Feria Internacional del Libro ZICOSUR Antofagasta (FILZIC) es un evento literario que reúne a destacadas editoriales del país y de toda Latinoamérica. Desde sus comienzos en el año 2011, se ha convertido en una feria literaria de gran nivel tanto en Chile como en la zona norte del país. FILZIC Surgió del esfuerzo conjunto de artistas y gestores de Antofagasta para crear un evento nacionalmente reconocido que también tuviera impacto internacional y contribuyera a descentralizar la actividad cultural en el país.
FILZIC se destaca por ser un espacio donde convergen todas las expresiones culturales en torno a la literatura, promoviendo la pluralidad, el conocimiento, la creatividad y el patrimonio latinoamericano. Además, dentro del periodo de la feria se celebra el Carnaval de los Colores, una celebración compuesta por 23 comparsas provenientes de Arica, Iquique, Copiapó, La Serena, Valparaíso, Santiago y Buenos Aires, las cuales recorren el borde costero de la Antofagasta desplegando baile y fiesta como una oportunidad para fomentar la música y las tradiciones del Norte Grande.

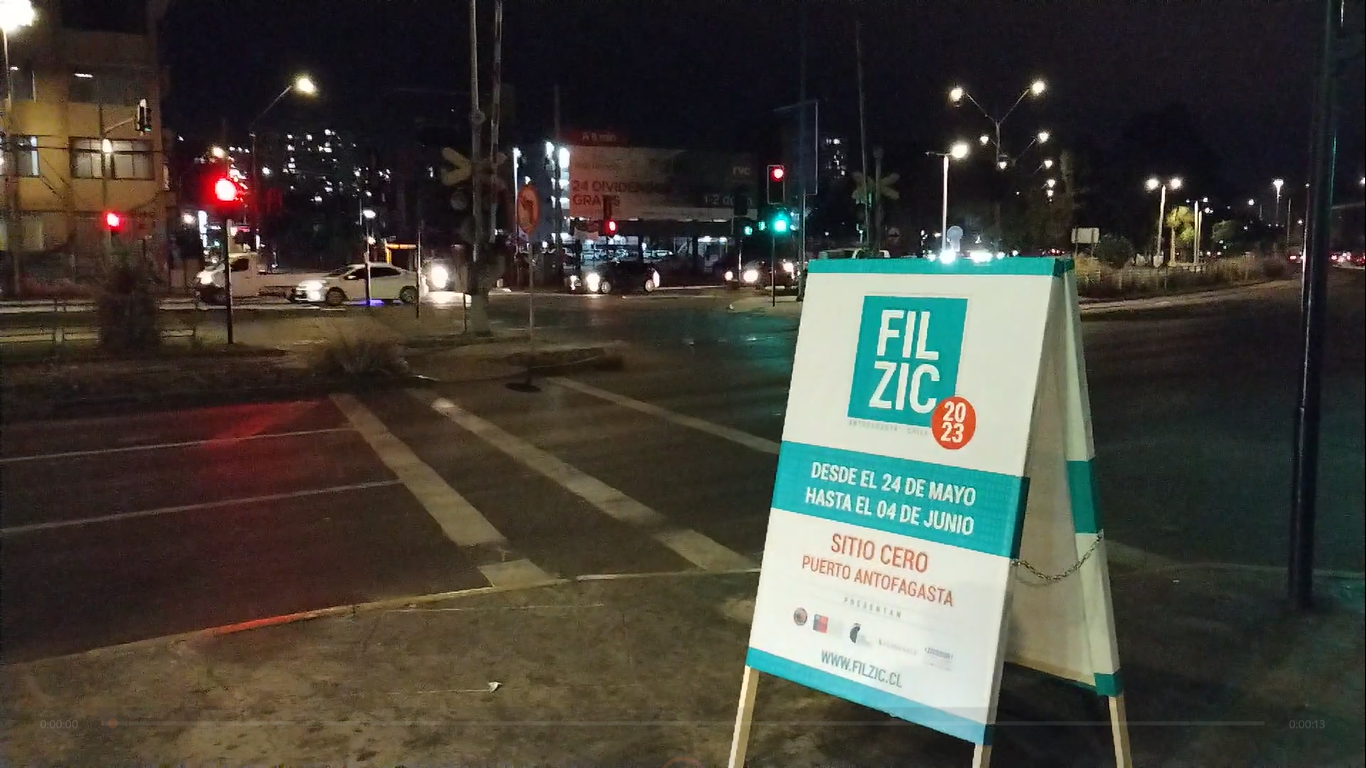
Promocional FILZIC 2023

## Premios y homenajes
Desde 2011, con el motivo de reconocer la trayectoria y contribución destacada de un autor o autora en el ámbito de la literatura se otorga el Premio al Mérito Literario Internacional FILZIC “Andrés Sabella”. El nombre del premio rinde homenaje a Andrés Sabella, reconocido escritor y político chileno, que además fue uno de los impulsores de la creación de la FILZIC.
En 2018 se realizó un homenaje póstumo al poeta chileno Nicanor Parra incluyendo su nombre en la edición de FILZIC del respectivo año.
En 2019 en marco de la novena edición se realizó un espectáculo musical en homenaje a los pueblos originarios en Chile el cual reunió a connotados músicos de la región de Antofagasta 
En 2023 se realizó un homenaje musical al escritor chileno Hernán Rivera Letelier por la obtención del Premio Nacional de Literatura, Hernán Rivera Letelier. Presentación artística a cargo del grupo regional Punahue.

## Ediciones
En la lista a continuación se detallan las ediciones de FILZIC con sus respectivas fechas
| Año  | Edición | Fechas                            |
| ---- | --- | --------------------------------- |
| 2011 | Primera Feria Internacional del Libro ZICOSUR Antofagasta - Chile "Letras para soñar"                       | 29 de abril al 8 de mayo          |
| 2012 | Segunda Feria Internacional del Libro ZICOSUR Antofagasta - Chile "Crecer leyendo"                          | 26 de abril al 6 de mayo          |
| 2013 | Tercera Feria Internacional del Libro ZICOSUR Antofagasta - Chile "Tiempo de crear"                         | 25 de abril al 5 de mayo          |
| 2014 | Cuarta Feria Internacional del Libro ZICOSUR Antofagasta - Chile                                            | 24 de abril al 4 de mayo          |
| 2015 | Quinta Feria Internacional del Libro ZICOSUR Antofagasta - Chile "Leer es volar"                            | 22 de abril al 3 de mayo          |
| 2016 | Sexta Feria Internacional del Libro ZICOSUR Antofagasta - Chile "FILZIC para todos más libros, más libres"  | 26 de abril al 8 de mayo          |
| 2017 | Séptima Feria Internacional del Libro ZICOSUR Antofagasta - Chile "...Se hace camino al leer"               | 29 de abril al 7 de mayo          |
| 2018 | Octava Feria Internacional del Libro ZICOSUR Antofagasta - Chile en homenaje a Nicanor Parra "...Léete uno" | 25 de abril al 6 de mayo          |
| 2019 | Novena Feria Internacional del Libro ZICOSUR Antofagasta - Chile en Homenaje a nuestros Pueblos Originarios | 25 de abril al 5 de mayo          |
| 2020 | No hubo por la pandemia del COVID-19                                                                        |                                   |
| 2021 | Décima Feria Internacional del Libro ZICOSUR Antofagasta - Chile "10 años unidos por la cultura"            | 26 de noviembre al 5 de diciembre |
| 2022 | Undécima Feria Internacional del Libro ZICOSUR Antofagasta - Chile "Literatura para un planeta consciente"  | 23 de junio al 8 de julio         |
| 2023 | Duodécima Feria Internacional del Libro ZICOSUR Antofagasta - Chile 2023                                    | 24 de mayo al 4 de junio          |
| 2024 | Decimotercera Feria Internacional del Libro ZICOSUR Antofagasta - Chile                                     | Por confirmar                     |